# چشمه آب‌معدنی

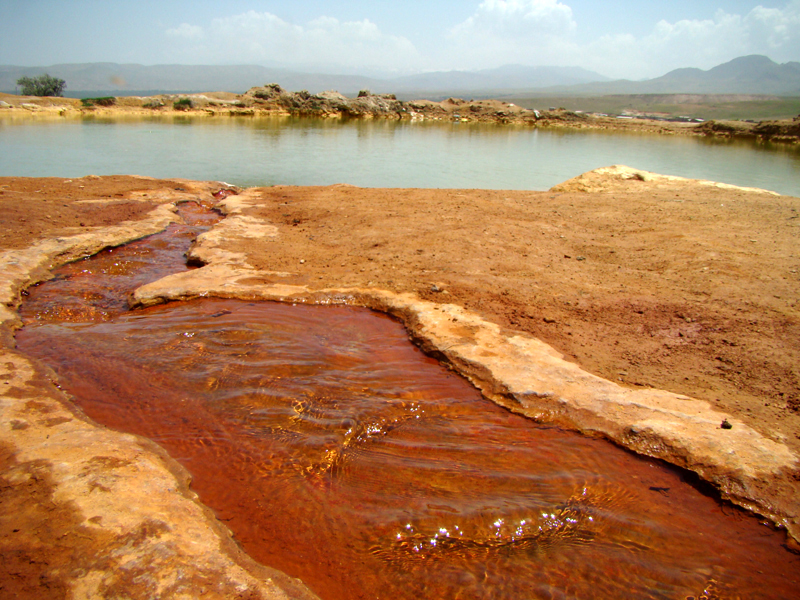
چشمه آب معدنی در آذرشهر ایران

چشمه آب‌معدنی (به انگلیسی: Mineral Spring) چشمه‌ای است که املاح معدنی قابل توجهی به جز کربنات سدیم یا سولفات سدیم به صورت محلول داشته باشد. املاح موجود در چشمه‌های آب معدنی اغلب خاصیت درمانی دارند. انواع چشمه‌های آب معدنی عبارتند از:
1. چشمه نمکی که حاوی املاح نمکی است.
2. چشمه گوگردی که حاوی محلول هیدروژه سولفوره است.
3. چشمه آب آهن دار که حاوی محلول ترکیبات آهن است.[۱]